# François Fargère
François Fargère, né le 1er septembre 1985 à Saint-Rémy, est un joueur d'échecs français, grand maître international (GMI) depuis 2009.
Il remporte en juillet 2008 le tournoi de Montpellier, ce qui lui vaut une première norme de GMI. Il devient ensuite maître international grâce à une cinquième place à l'open international de Béthune, en décembre 2008. En 2009, il réalise sa seconde norme de GMI à l'occasion du Championnat de France d'échecs des clubs. Enfin, en août, il devient GMI après une troisième place à l'open international de Sants, disputé à Barcelone.
En août 2010, il remporte les Internationaux des Pays-Bas.